# Phobetes
Phobetes är ett släkte av steklar som beskrevs av Förster 1869. Phobetes ingår i familjen brokparasitsteklar.

## Bildgalleri

## Dottertaxa tillPhobetes, i alfabetisk ordning[1][2]
- Phobetes abbreviator
- Phobetes alexi
- Phobetes alpinator
- Phobetes atomator
- Phobetes bienvenidai
- Phobetes caligatus
- Phobetes cerinostomus
- Phobetes chrysostomus
- Phobetes contrerasi
- Phobetes dauricus
- Phobetes egregius
- Phobetes erasi
- Phobetes eulogioi
- Phobetes femorator
- Phobetes floryae
- Phobetes fuscicornis
- Phobetes guilleni
- Phobetes hidalgoi
- Phobetes khualaza
- Phobetes latipes
- Phobetes leptocerus
- Phobetes liopleuris
- Phobetes maltezi
- Phobetes meridionellator
- Phobetes nigriceps
- Phobetes nigriventris
- Phobetes nitidithorax
- Phobetes pastranai
- Phobetes petiolator
- Phobetes platycampi
- Phobetes rufigaster
- Phobetes rufipes
- Phobetes sapporensis
- Phobetes sauteri
- Phobetes splendidissimus
- Phobetes striatus
- Phobetes szepligetii
- Phobetes taihorinensis
- Phobetes thomsoni
- Phobetes uniformis